# Axel Jonsson
Axel Jonsson, född 16 maj 1888 i Göteborgs domkyrkoförsamling, Göteborg, död 11 januari 1950 i Släps församling, Hallands län, var en svensk direktör och generalkonsul.

## Biografi
Jonsson var son till direktör Axel Jonsson och Ragnhild Lundgren. Han studerade vid handelsskolan i Dresden 1904, Lübeck 1905, Antwerpen 1906 och London 1907-1909. Jonsson genomförde resor till Tyskland, England, Frankrike, Italien, Ungern, Belgien, Nederländerna, Medelhavsländer, Egypten, Främre Indien med flera. Han grundade firman Jonsson & Krafft 1910, var verkställande direktör i Ångfartyg AB Göta Kanal 1919-1928, verkställande direktör i AB Svenska Amerika Linien från 1929 och var Italiens generalkonsul i Göteborg från 1933. Jonsson var ledamot av styrelsen för Svenska Amerika Linien, Ångfartygs AB Tirfing, Svenska Lloyd, Rederi AB Hallandsbolaget, Rederi AB Göteborg-Fredrikshavn-Linjen, AB Göta Kanal, Sveriges Redareförening, Sveriges Ångfartygs Assuransförening, AB Götaverken, Eriksbergs Mekaniska Verkstad AB och Försäkring AB Atlantica.
Jonsson var vice ordförande i Sveriges allmänna sjöfartsförening, ledamot av styrelsen för Svenska turisttrafikförbundet, AB Nordisk Resebyrå och Svensk-amerikanska nyhetsbyrån, vice ordförande i Riksföreningen för svenskhetens bevarande i utlandet, ledamot av styrelsen för Sverige-Amerikastiftelsen, ordförande i Svenska sällskapet för räddning av skeppsbrutna, ledamot av styrelsen för Nora Bergslags Järnväg AB, Broströms Linjeagentur, SILA, Göteborgs konstförening, Röhsska museets vänner, Göteborgs museum och Göteborgs turisttrafikförening.
Jonsson gifte sig första gången 1914 med Sigyn Janson (död 1934) och andra gången 1941 med Maud Sundström. Jonsson var far till Ingela (född 1916), Ragnhild (född 1917), Åke (född 1919) och Maud (född 1926).

## Utmärkelser
Jonssons utmärkelser:
- Kommendör av 2. klass av Vasaorden (KVO2kl)
- Riddare av Nordstjärneorden (RNO)
- Storofficer av Tunisiska orden Nichan-Iftikhar (StOffTunNI)
- Kommendör av 2. graden av Danska Dannebrogsorden (KDDO2gr)
- Kommendör av Italienska kronorden (KItKrO)
- Kommendör av Litauiska Vytautas orden (KLitVytO)
- Kommendör av Norska Sankt Olavsorden (KNS:tOO)
- Kommendör av (KFinlVRO)
- Minnesmedaljen över kolonien Nya Sverige i Amerika (NyaSvM) 1938
- Dansk Frihetsmedalj (Dansk FrM)